# Federação Nacional dos Professores
A Federação Nacional dos Professores (FENPROF) é uma federação sindical de sindicatos de professores portugueses
São membros da FENPROF as seguintes associações sindicais:
- Sindicato dos Professores do Norte (SPN)
- Sindicato dos Professores da Região Centro (SPRC)
- Sindicato dos Professores da Grande Lisboa (SPGL)
- Sindicato dos Professores da Zona Sul (SPZS)
- Sindicato dos Professores da Região Açores (SPRA)
- Sindicato dos Professores da Madeira (SPM)
- Sindicato dos Professores do Estrangeiro (SPE)

## Prémios
A FENPROF, em colaboração com a SABSEG – Corretor de Seguros, criou, em 2012, dois Prémio Literários destinado a Professores. O Prémio é anual, alternando entre poesia (Prémio António Gedeão) e ficção (Prémio Urbano Tavares Rodrigues).